# Esponja de Menger

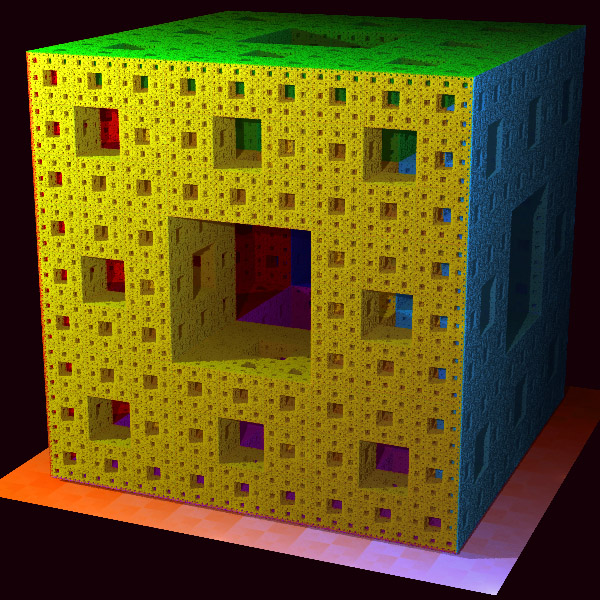
Esponja de Menger.

En matemàtiques, l'esponja de Menger (de vegades dita cub de Menger o bé cub o esponja de Menger-Sierpiński o de Sierpiński) és un conjunt fractal descrit per primera vegada l'any 1926 per Karl Menger, mentre explorava el concepte de dimensió topològica.
Igual que la catifa de Sierpinski constitueix una generalització bidimensional del conjunt de Cantor, l'esponja de Menger es tracta d'una generalització tridimensional d'ambdós. Comparteix amb aquestes moltes de les seves propietats, i és un conjunt de mesurament compacte, no numerable i amb una àrea de Lebesgue igual a 0. La seva dimensió fractal de Hausdorff és {\displaystyle d_{H}=\log 20/\log 3\approx 2.7268}. L'esponja té una superfície infinita i al mateix temps el seu volum és zero.
Cal destacar la seva propietat de corba universal, ja que és un conjunt topològic amb una dimensió topològica igual a 1, i qualsevol altra corba o graf és homeomorf a un subconjunt de l'esponja de Menger.

## Construcció

Animació de les quatre primeres iteracions de l'esponja de Menger.

La construcció de l'esponja de Menger es realitza de forma recursiva:
1. S'inicia amb un cub (primer cub de la imatge)
2. Es divideix a cada costat del cub en 9 quadrats. Això subdivideix el cub en 27 cubs més petits, com un cub de Rubik.
3. S'eliminen els cubs centrals de cada cara (6) i el cub central (1), deixant només 20 cubs (segon cub de la imatge).
4. Els passos 1, 2 i 3 tornen a repetir-se per a cadascun dels vint cubs restants, i així successivament.

L'esponja de Menger és el límit d'aquest procés, quan el nombre d'iteracions tendeix a infinit.

## Propietats

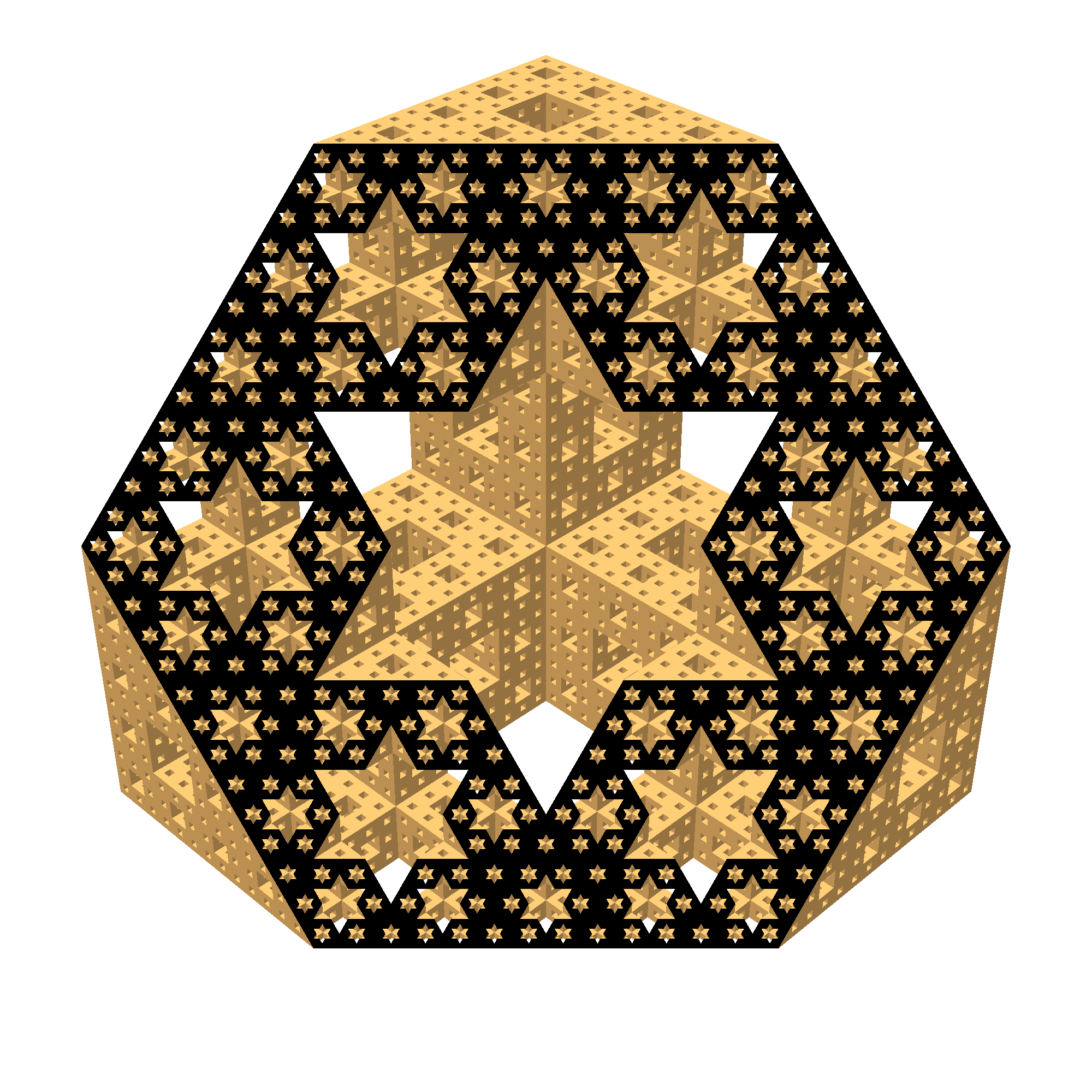
Secció hexagonal d'una esponja de Menger de nivell 4. Vegeu una sèrie de talls perpendiculars a l'espai diagonal.

L'etapa número {\displaystyle n} de la esponja de Menger, {\displaystyle M_{n}}, es compon de {\displaystyle 20^{n}} cubs més petits, cadascun amb una longitud lateral de {\displaystyle (1/3)^{n}}. El volum total de {\displaystyle M_{n}} és, per tant, {\displaystyle (20/27)^{n}}.
La superfície total de {\displaystyle M_{n}} està donada per l'expressió {\displaystyle 2(20/9)^{n}+4(8/9)^{n}}. Per tant, el volum de la construcció tendeix a zero, mentre que la seva superfície tendeix a infinit. No obstant això, qualsevol superfície escollida en la construcció serà minuciosament perforada a mesura que la construcció continua, de manera que el límit no és ni un sòlid ni una superfície; té una dimensió topològica d'1 i és consegüentment identificada com una corba.
Cada cara de la construcció es converteix en una catifa de Sierpinski, i la intersecció de l'esponja amb qualsevol diagonal del cub o qualsevol línia mitjana de les cares és un conjunt de Cantor. La secció transversal de l'esponja a través del seu centívol i perpendicular a un espai diagonal és un hexàgon regular perforat amb hexagrams disposats formant una simetria radial hexagonal. El nombre d'aquests hexagrams, de mida descendent, és donat per
{\displaystyle a_{n}=9a_{n-1}-12a_{n-2}}, on {\displaystyle a_{0}=1,\ a_{1}=6}.
La dimensió de Hausdorff de l'esponja és {\displaystyle \log 20/\log 3\approx 2.7268}.
La dimensió de cobertura de Lebesgue de l'esponja de Menger és 1, igual que qualsevol corba. Menger va mostrar, en la construcció de l'any 1926, que l'esponja és una corba universal, en què cada corba és homeomorfa a un subconjunt de l'esponja de Menger, on una corba significa qualsevol espai compacte mètric de Lebesgue que cobreix la dimensió 1; Això inclou arbres i grafs amb un nombre comptable arbitrari d'arestes, vèrtexs i bucles tancats, connectats de manera arbitrària. De manera similar, la catifa de Sierpinski és una corba universal per a totes les corbes que es poden traçar en el pla bidimensional. L'esponja de Menger construïda en tres dimensions estén aquesta idea als grafs no planars, i podrien estar incrustades en qualsevol nombre de dimensions.
L'esponja de Menger és un conjunt tancat; ja que també està limitat, el teorema de Heine-Borel implica que és compacte. La seva mesura de Lebesgue és 0. Com que conté camins continus, és un conjunt incomptable.

## Fractals similars

### Cub de Jerusalem

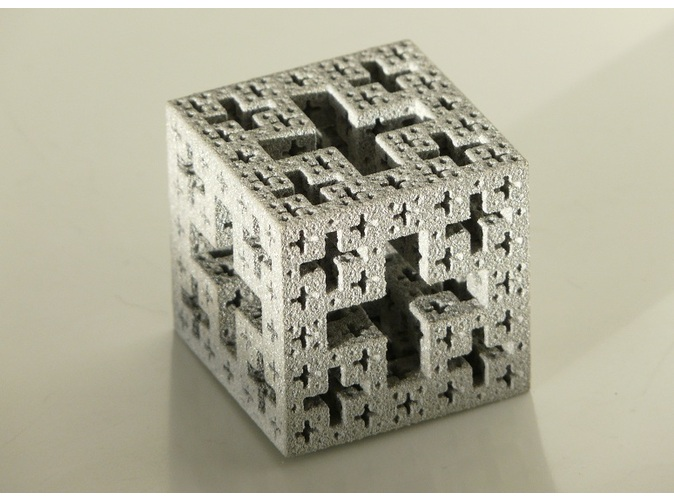
Impressió 3D del cub de Jerusalem.

Un cub de Jerusalem és un objecte fractal descrit per Eric Baird el 2011. És creat recursivament per perforació de forats grecs en forma de creu en un cub. el nom prové d'una cara del cub que s'assembla a un patró de la Creu de Jerusalem.
La construcció del cub de Jerusalem es pot descriure de la següent manera:
1. Es comença amb un cub.
2. Es talla una creu a través de cada costat del cub, deixant 8 cubs (de rang + 1) a les cantonades del cub original, així com 12 cubs més petits (de rang + 2) centrat en les vores del cub original entre cubs de rang + 1.
3. Es repeteix el procés en els cubs de la fila 1 i 2.

### Bloc de neu de Sierpinski-Menger
El bloc de neu de Sierpinski-Menger és una estructura molt similar a la versió tridimensional de la pols de Cantor, amb la diferència de que es conserva el cub central a cada iteració. En concret, a cada pas de la recursió es mantenen els vuit cubs de les cantonades i el central. Curiosament, la seva dimensió de Hausdorff és {\displaystyle \log 9/\log 3=2}, per tant és un objecte tridimensional amb una dimensió equivalent a la del pla.
Si es fa l'operació inversa del bloc de neu de Sierpinski-Menger o de la pols de Cantor, és a dir, si es conserven a cada iteració només els cubs que eren eliminats, s'obtenen dues variants anomenades bloc de neu de Mosely, en versió lleugera i pesant, respectivament.

Bloc de neu de Sierpinski-Menger
Bloc de neu de Mosely (versió lleugera)
Bloc de neu de Mosely (versió pesant)

### Tetraedre de Sierpinski
El tetraedre del Sierpinski, també anomenat tetrix, és la versió tridimensional del triangle de Sierpinski, format reduint repetidament un tetraedre regular a la meitat de la seva alçada original, reunint quatre còpies d'aquest tetraedre amb les cantonades tocant, i repetint el procés. Té la propietat de que la seva superfície total es manté constant a cada iteració, i la seva dimensió de Hausdorff és 2.